# Julie Patte

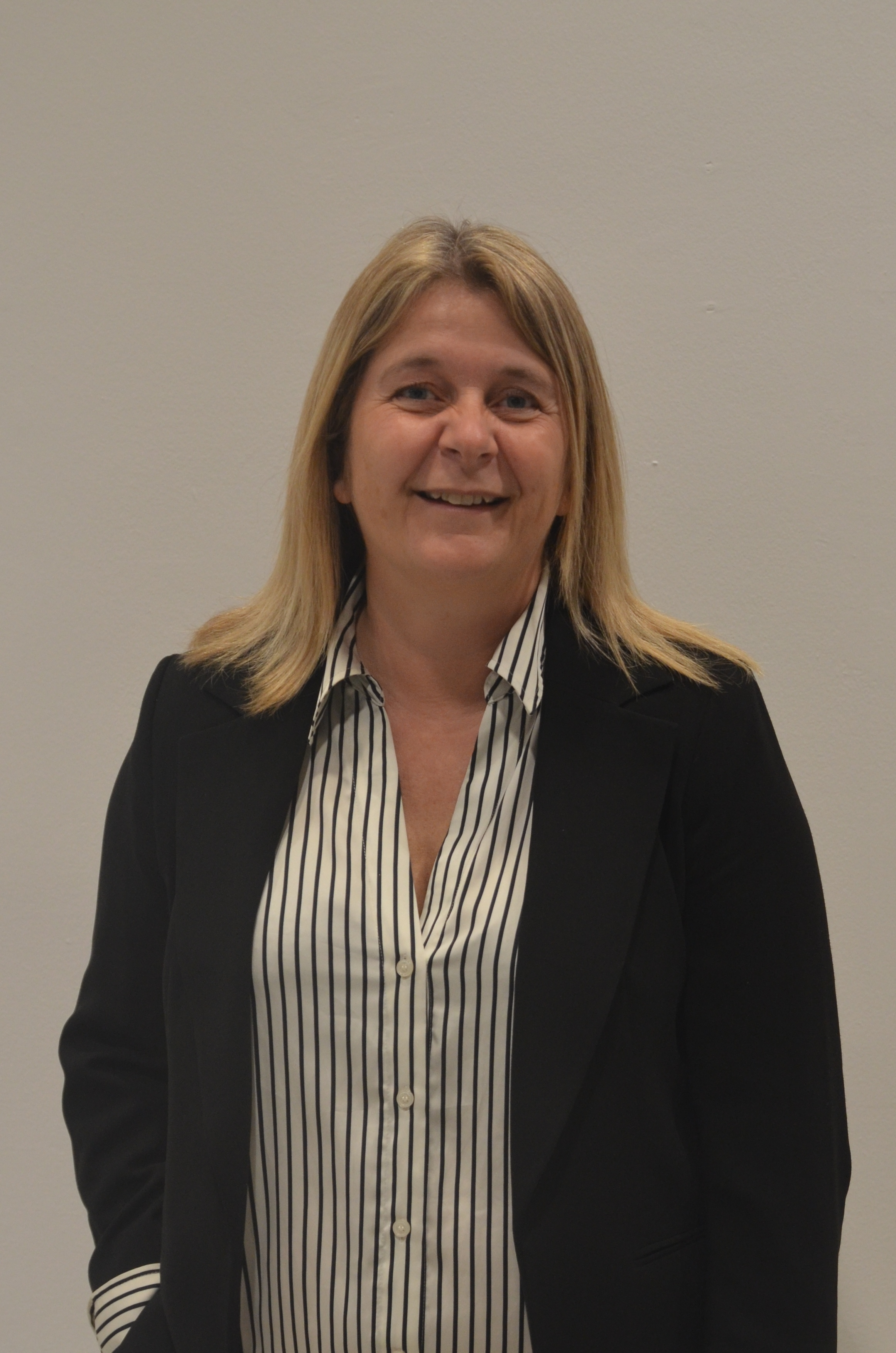
Julie Patte in 2024.

Julie Patte (Charleroi, 26 november 1976) is een Belgisch politica voor de PS.

## Levensloop
Julie Patte werd master in de journalistiek en politieke wetenschappen. Ze begon haar loopbaan als medewerker op ministeriële kabinetten gelieerd aan de PS. Ze werkte van 2001 tot 2007 als medewerker op de kabinetten van de opeenvolgende Waalse ministers-presidenten Jean-Claude Van Cauwenberghe (2001-2005), Elio Di Rupo (2005-2007) en Rudy Demotte (2007) en was van 2007 tot 2014 adjunct-directeur op het kabinet van Demotte.
Sinds 2012 is Patte gemeenteraadslid van Charleroi. Bij de verkiezingen van mei 2014 stond zij als opvolgster op de PS-lijst voor het Waals Parlement en het Parlement van de Franse Gemeenschap. In juli 2014 werd zij effectief lid van beide parlementen als opvolgster van Paul Magnette. Ze bleef dit tot in september 2014.
Patte werd toen waarnemend schepen van Charleroi in opvolging van Anthony Dufrane, die haar parlementaire mandaten overnam, maar titelvoerend schepen bleef. Van 2014 tot 2016 was ze bevoegd voor Jeugd, Feestelijkheden, Toerisme, Folklore en Internationale Relaties en van 2016 tot 2018 voor Onderwijs. Sinds 2018 is Patte eerste schepen van de stad, bevoegd voor Onderwijs, Opleiding, Burgerparticipatie en Wijken. 